# 13932 Rupprecht
13932 Rupprecht este o planetă minoră (asteroid) din centura de asteroizi. A fost descoperită pe 18 septembrie 1988 la Observatorul La Silla de . 
Obiectul prezintă o orbită caracterizată de o semiaxă mare de 2,2192513 UAi, o excentricitate de 0,18, o înclinație de 0,2315 ° în raport cu ecliptica.